# المجمع البطريركي الماروني
المجمع البطريركي الماروني هو المجمع المحلي الخاص بالكنيسة المارونية الثلاثين وأكبر هذه المجامع من حيث المشاركة والمواضيع المطروحة والمقررات والمدة الزمنية للانعقاد. ويعتبر البعض ثاني المجامع الكبرى بعد المجمع اللبناني عام 1736، إذ إن المجامع الباقية كانت تفسيرًا أو تحويرًا لمقررات المجمع اللبناني لا قرارات جديدة بحد ذاتها. انعقد المجمع في ثلاثة دورات امتدت ثلاث سنوات بين يونيو 2004 ويونيو 2006، برئاسة البطريرك نصر الله بطرس صفير، في حين تولى المطران يوسف بشارة، رئيس أساقفة أنطلياس مهام الإدارة العامة. عقد المجمع في دير سيدة الجبل في قضاء الشوف غير أن الحفل الافتتاحي والختامي وكذلك توقع المقررات صدر عن الصرح البطريركي في بكركي.
شارك في المجمع سحابة 450 مشارك بين المطارنة والرؤساء الرهبانيات ومندوبي الرهبانيات ومندوبين علمانيين من الأبرشيات إلى جانب ممثلين عن الكنائس الكاثوليكية والأرثوذكسية والبروتستانتية، وثلاث ممثلين عن السنة والشيعة والدروز في لبنان. أصدر المجمع ثلاثًا وعشرين نصًا، حددت هوية الكنيسة المارونية وانتشارها في العالم وحضورها في الشرق في الملف الأول، وفي الملف الثاني تم التطرق إلى بنية الكنيسة فصدرت نصوص حول البطريرك والأساقفة والكهنة والشمامسة والرهبانيات المارونية والطقوس والليتورجيا، أما الملف الثالث ناقش أمورًا معاصرة في الكنيسة كالسياسة والثقافة والإعلام والتعليم والأرض. جميع النصوص تبدأ بعرض تاريخي عن علاقة الموارنة بها وتنتهي بعرض توصيات حول طريق الكنيسة في معالجة هذا الموضوع في المستقبل، وقد تم تبني هذه النصوص بالتصويت السري.
يعقد سنويًا عدد من اللقاءات والمؤتمرات في سبيل وضع مقررات المجمع قيد التطبيق، يذكر أنه من القرارت الهامة للمجمع التأكيد على الهوية السريانية للكنيسة وإزالة الكثير من الآثار اللاتينية فيها كالتركيز على الأيقونات المارنية بدلاً من التماثيل اللاتينية للقديسين.